# Королівська хартія

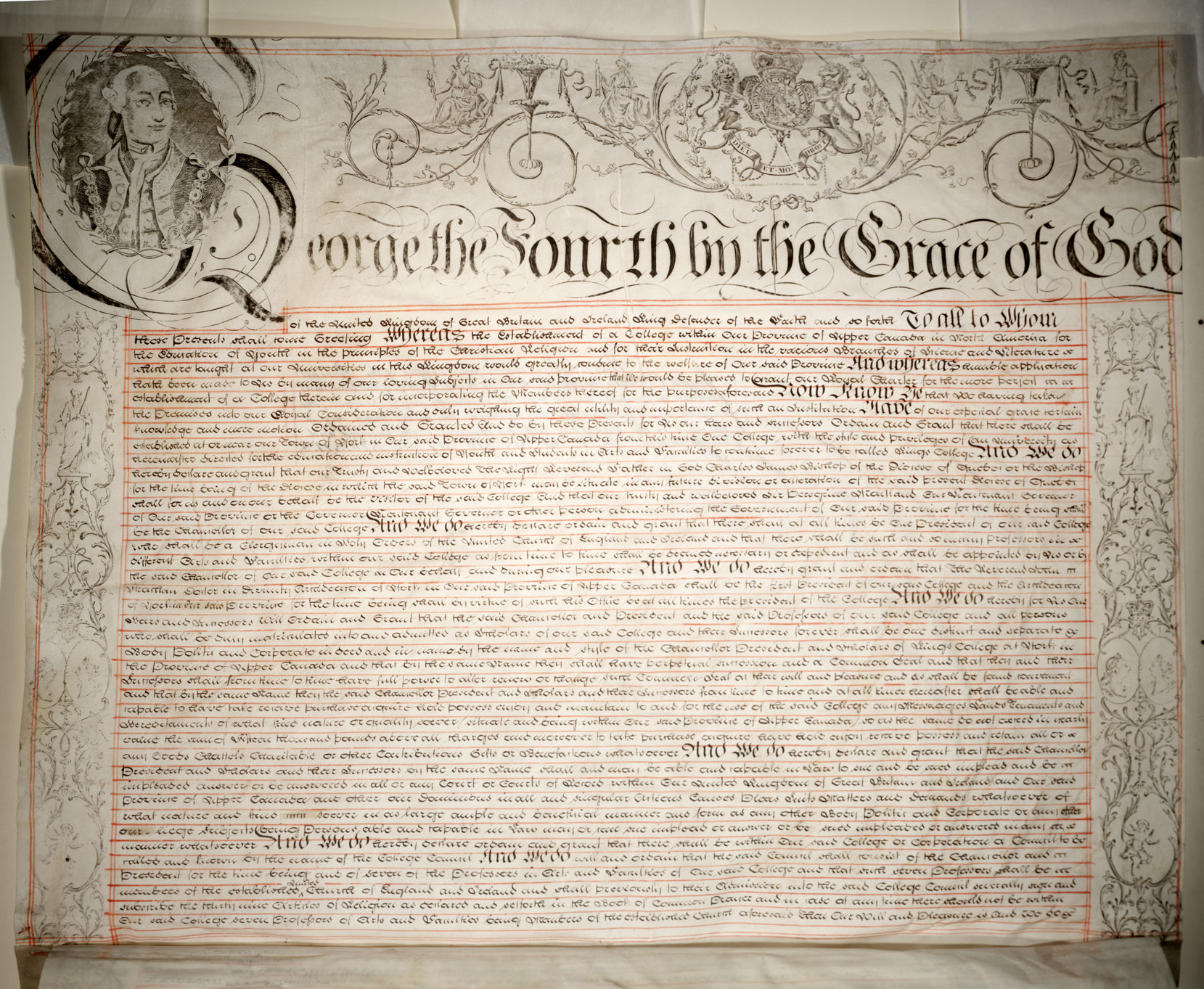
Хартія, видана королем Георгом IV у 1827 році, про заснування Королівського коледжу у Торонто, нині Торонтського університету

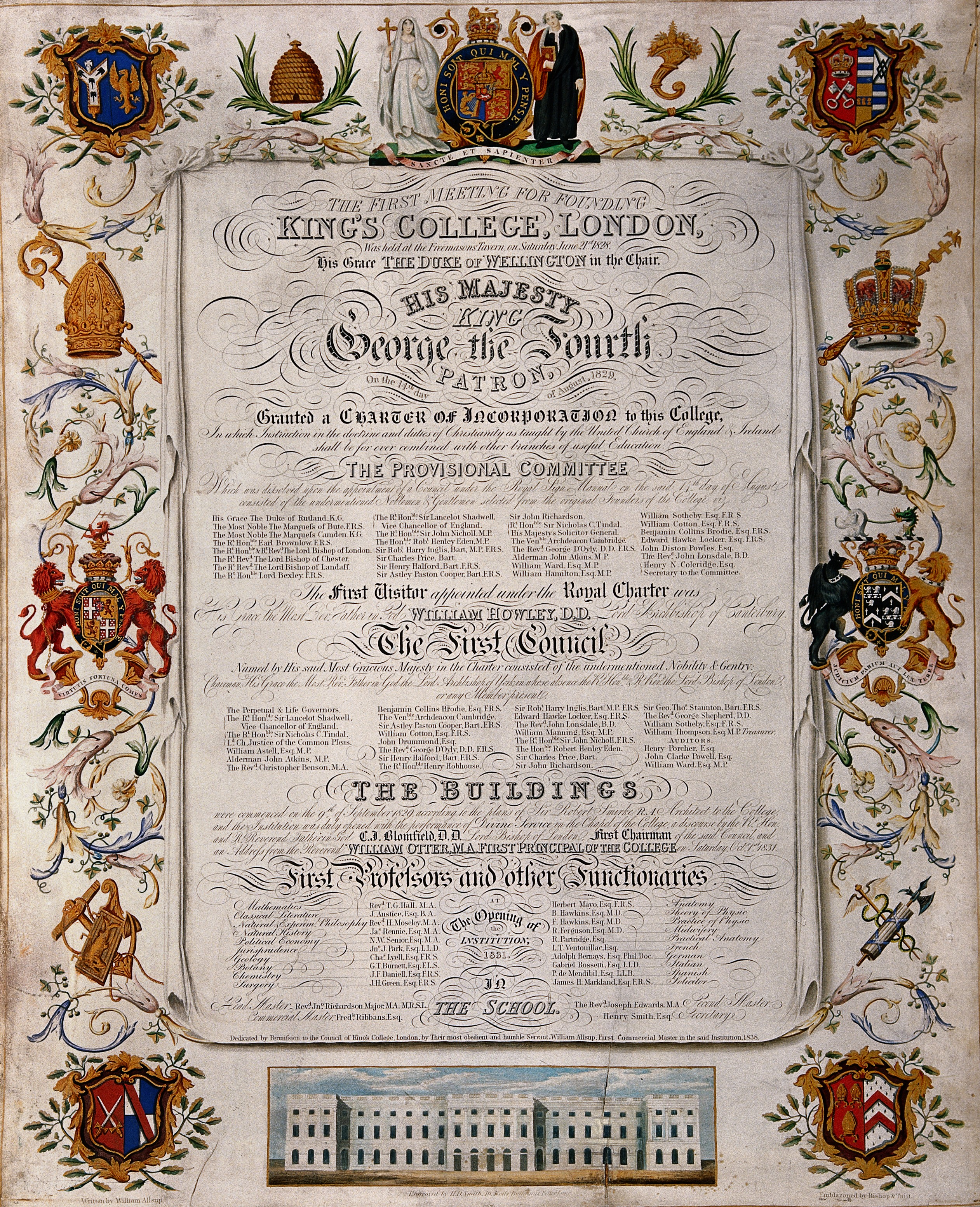
Кольорова гравюра Х. Д. Сміта на честь надання статуту Королівському коледжу в Лондоні в 1829 році

Королівська хартія — це офіційний грант, виданий монархом відповідно до королівської прерогативи у вигляді патентних листів. Історично вони використовувалися для проголошення публічних законів, найвідомішим прикладом яких є англійська Велика хартія вольностей (велика хартія) 1215 року, але з 14 століття вони використовувалися лише замість приватних актів для надання прав або повноважень особі. або юридична особа. Вони використовувалися й досі використовуються для заснування важливих організацій, таких як райони (з муніципальними статутами), університети та наукові товариства.
Хартії слід відрізняти від королівських ордерів на призначення, надання зброї та інших форм патентних листів, таких як ті, що надають організації право використовувати слово «королівський» у своїй назві або надання статусу міста, які не мають законодавчої сили. Британська монархія видала понад 1000 королівських грамот. З них близько 750 досі існують.

## Історичний розвиток
Хартії використовувалися в Європі з середньовічних часів для надання прав і привілеїв містечкам, округам і містам. Протягом 14-го і 15-го століть концепція інкорпорації муніципалітету за королівською грамотою еволюціонувала. Королівські хартії використовувалися в Англії для надання найформальніших прав, титулів тощо аж до правління Генріха VIII, а патентні листи використовувалися для менш урочистих грантів. Після восьмого року правління Генріха VIII усі гранти під Великою печаткою видавалися як патентні листи.

## Австралія
Королівські хартії використовувалися в Австралії для реєстрації некомерційних організацій. Однак принаймні з 2004 року цей механізм не є рекомендованим.

## Бельгія
У Бельгії королівський указ є еквівалентом королівської хартії. У період до 1958 року королівським статутом було створено 32 вищі навчальні заклади. Зазвичай це були інженерно-технічні установи, а не університети.
Після бельгійської державної реформи 1988-1989 років повноваження щодо освіти було передано суб’єктам федерації Бельгії. Тому королівські укази більше не можуть надавати статус вищого навчального закладу чи університету.

## Канада

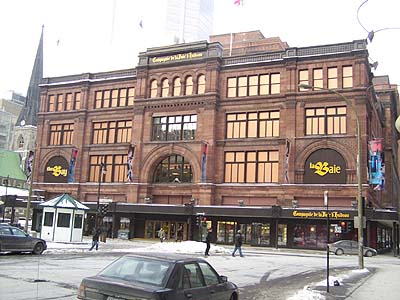
Будівля компанії Гудзонової затоки в Монреалі

У Канаді існує низка організацій, які отримали королівські грамоти. Однак цей термін часто неправильно застосовують до організацій, таких як Королівське астрономічне товариство Канади, яким було надано королівський титул, а не королівську хартію.

## Індія
Інститут інженерів був зареєстрований королівським статутом у 1935 році.

## Ірландія
Низка ірландських установ була заснована або отримала королівські грамоти до незалежності Ірландії. Вони більше не підпадають під юрисдикцію Британської таємної ради, тому їхні статути можуть бути змінені лише хартією чи актом Ерехтасу (ірландського парламенту).

## Південна Африка
У 1877 році Університет Південної Африки отримав королівську грамоту. Королівське товариство Південної Африки отримало королівську грамоту в 1908 році.

## Об'єднане Королівство
Королівські хартії продовжують використовуватися у Сполученому Королівстві для об’єднання благодійних і професійних організацій, підвищення статусу округів до статусу боро і надання статусу університету та повноважень на присудження ступенів коледжам, раніше зареєстрованим королівською хартією.

## Сполучені Штати
Королівські хартії не видавалися в США з часів незалежності. Ті, що існували до цього, мають таку саму силу, як і інші статутні документи, видані законодавчими органами штату чи колонії. Після Дартмутського коледжу проти Вудворда, вони є «за характером контракту між державою, корпорацією, що представляє засновника, та об’єктами благодійної організації». Прецедентне право вказує на те, що вони не можуть бути змінені законодавчими діями таким чином, щоб завдати шкоди початковим намірам засновника, навіть якщо корпорація погоджується.